# Wet Withens
Wet Withens (auch Eyam Moor I genannt) ist ein bronzezeitlicher, umwallter Steinkreis, (englisch Embanked Stone Circle) nordwestlich vom Weiler Grindleford im Norden von Derbyshire in den East Midlands in England.
Wet Withens liegt 339 Meter über dem Meeresspiegel auf einem sanft abfallenden Hang am Eyam Moor. Es handelt sich um den größten Steinkreis in Derbyshire. Die meisten Steine sind fast völlig von Heidekraut und Sträuchern bedeckt. Der etwa einen Meter hohe und 3,0 bis 4,0 m breite, leicht ovale Wall um den Kreis hat innen einen Durchmesser von etwa 29 bis 30,5 Metern. Er scheint keinen Zugang zu besitzen. Innerhalb des Walls stehen oder liegen zehn Steine mit einer Höhe von 25 bis 70 Zentimetern.
Es wird vermutet, dass hier ursprünglich bis zu 18 Steine gestanden haben könnten, wenn die Abstände zwischen den Steinen gleich groß gewesen wären. Die fehlenden Steine könnten entfernt oder umgestürzt worden sein. Vielleicht sind einige von ihnen im Wall vergraben.
Es gibt einen Hinweis aus dem 19. Jahrhundert, dass es in der Mitte des Kreises auch einen einzelnen Menhir gab. Was dort noch heute zu sehen ist, ist ein kleiner Cairn.
Der markanteste Stein steht frei von Vegetation im Nordosten. Es ist der höchste Stein. Er hat einen kleinen Vorsprung, womit er einem steinernen Sitz ähnelt und trägt möglicherweise einige kleine Schälchen auf seiner Außenseite. Der Stein weist ein ähnliches Profil auf wie die Felsen aus dem Aufschluss von Higger Tor im Norden.
Etwa 10 Meter nördlich des Kreises befindet sich der große Steinhügel Eyam Barrow.